# جويس بوليفانت
جويس بوليفانت (بالإنجليزية: Joyce Bulifant)‏ هي ممثلة أمريكية، ولدت في 16 ديسمبر 1937 بنيوبورت نيوز في الولايات المتحدة. من الجوائز التي نالتها جائزة المسرح العالمي سنة 1961.

## جوائز
- جائزة المسرح العالمي (1961)

## وصلات خارجية
- جويس بوليفانت على موقع IMDb (الإنجليزية)
- جويس بوليفانت على موقع أول موفي (الإنجليزية)
- جويس بوليفانت على موقع قاعدة بيانات برودواي على الإنترنت (الإنجليزية)
- جويس بوليفانت على موقع إن إن دي بي (الإنجليزية)
- جويس بوليفانت على موقع قاعدة بيانات الفيلم (الإنجليزية)